# Manfred Beilharz
Manfred Beilharz (* 13. Juli 1938 in Böblingen) ist ein deutscher ehemaliger Intendant, ehemaliger Festival-Leiter und Theater-Regisseur. Verdient gemacht hat sich Beilharz insbesondere um die internationale Theaterarbeit. Er war von 2002 bis 2008 Präsident des Internationalen Theaterinstituts (ITI) und leitete von 1999 bis 2014 das deutsche Zentrum des ITI. Manfred Beilharz gründete mehrere Theaterfestivals, deren bedeutendstes die Theaterbiennale Neue Stücke aus Europa ist.

## Studium und Beruf
Beilharz studierte Germanistik, Rechtswissenschaft und Theaterwissenschaft an den Universitäten Tübingen und München und beendete sein Studium 1967 mit dem zweiten Juristischen Staatsexamen und der Promotion in Theater- und Urheberrecht. Noch während seines Studiums gründete Beilharz zwischen 1964 und 1967 die Studiobühne der Universität München, unter anderem gemeinsam mit Peter Stein und Otto Sander. Nach Abschluss seines Studiums arbeitete er 1967 als Regieassistent an den Münchner Kammerspielen und verbrachte einige Studienaufenthalte in Paris und London.

## Intendanzen in Tübingen, Freiburg und Kassel
In der Spielzeit 1968/69 war Beilharz Oberspielleiter und Chefdramaturg am Westfälischen Landestheater (WLT) Castrop-Rauxel. Von 1970 bis 1975 übernahm er die Intendanz des Landestheaters Tübingen und war anschließend in gleicher Position von 1976 bis 1983 an den Städtischen Bühnen Freiburg im Breisgau. Dort gründete er 1976 das Theaterfestival Freiburg (heute Zelttheater-Festival). Von 1983 bis 1991 war Beilharz Intendant am Staatstheater Kassel. Zur documenta 8 (1987) gründete er das Festival Spielräume und 1990 das Festival Theater im Aufbruch – Sowjetisches Theater nach Perestrojka und Glasnost. Während der Intendanz von Beilharz inszenierten führende Regisseure des Musiktheaters in Kassel, so Herbert Wernicke (Zyklus Die Entdeckung des Goldenen Zeitalters), Peter Mussbach (Mozart-Zyklus), Siegfried Schoenbohm (Wagners Ring des Nibelungen) und Peter Konwitschny (Herzog Blaubarts Burg von Bartók).

## Intendanz in Bonn
Von 1991 bis 1997 war Beilharz als Intendant am Schauspiel Bonn tätig, wo er zusammen mit Tankred Dorst und Rainer Mennicken 1992 die Bonner Biennale, das weltweit größte Theaterfestival für zeitgenössische Dramatik, gründete. Von 1997 bis 2002 war Beilharz als Nachfolger von Giancarlo del Monaco, dem er bereits in Kassel als Intendant nachgefolgt war, Generalintendant in Bonn. Das Schauspiel, die Oper und das Ballett, bis dahin getrennt, wurden nach dem Willen des Bonner Stadtrates unter seiner Leitung zum heutigen Theater der Bundesstadt Bonn vereinigt.
Drei Inszenierungen, die in der Intendanz Beilharz entstanden, wurden zum Berliner Theatertreffen eingeladen (1993 Woyzeck in der Regie von Valentin Jeker, 1996 Der große Knall in der Regie von David Mouchtar-Samorai und 1999 Rose Bernd in der Regie von Valentin Jeker und mit Johanna Wokalek in der Titelrolle).
2002 war Beilharz Künstlerischer Direktor des ITI-Festivals Theater der Welt, das in den Theatern Bonn, Düsseldorf, Duisburg und Köln stattfand.
1995 inszenierte er an der Comédie de Saint-Etienne in Frankreich die französische Erstaufführung von Frank Wedekinds Frühlings Erwachen.

## Intendanz in Wiesbaden
Von 2002 bis Juli 2014 war Beilharz Intendant des Hessischen Staatstheaters Wiesbaden sowie künstlerischer Leiter der Internationalen Maifestspiele. Auch die Biennale Neue Stücke aus Europa fand in Wiesbaden ihre Fortsetzung und erlebte dort im Juni 2014 ihre 12. Ausgabe. Eine grundsätzliche künstlerische Neuorientierung erfuhr die Sparte Ballett in der Intendanz von Manfred Beilharz durch das Engagement des Choreografen Stephan Thoss. Zahlreiche Gastspiele von Inszenierungen des Wiesbadener Staatstheaters, darunter Opern- und Schauspiel-Inszenierungen von Beilharz, führten das Ensemble u. a. nach China, Frankreich, Zypern, in den Kosovo, nach Italien, Polen, Spanien, Slowenien und Luxemburg sowie in die Türkei. Am Hessischen Staatstheater Wiesbaden arbeiteten in den Jahren der Intendanz von Manfred Beilharz die Regisseure Dietrich Hilsdorf, David Mouchtar-Samorai, Cesare Lievi, Konstanze Lauterbach, Rebecca Horn, Herbert Fritsch, Hermann Schmidt-Rahmer, Immo Karaman, Ricarda Beilharz, Carlos Wagner, Michiel Dijkema, Alexander Lang, Tilman Gersch u. a.
Die Intendanz von Manfred Beilharz endete im August 2014. Zu seinem Nachfolger wurde der Regisseur, Schauspieler und ehemalige Kölner Opernintendant Uwe Eric Laufenberg berufen. Beilharz ist Ehrenmitglied des Hessischen Staatstheaters Wiesbaden.

## Regiearbeiten Oper (Auswahl)
- Maurice Ravel L’enfant et les sortilèges, Theater Freiburg 1978
- Rainer Kunad Amphitryon, Staatstheater Kassel 1985, BRD-Erstaufführung
- Hans Werner Henze Der heiße Ofen, Staatstheater Kassel 1989, Uraufführung
- Alban Berg Wozzeck. Musikalische Leitung: Toshiyuki Kamioka. Premiere: 27. April 2003, Hessisches Staatstheater Wiesbaden
- Alban Berg Wozzeck. Musikalische Leitung: Asher Fish. Israelische Erstaufführung: 16. Februar 2005, Oper Tel Aviv
- Dmitri Schostakowitsch Lady Macbeth von Mzensk. Musikalische Leitung: Fabrizio Ventura. Premiere: 29. April 2005, Hessisches Staatstheater Wiesbaden
- Eugen d’Albert Tiefland. Musikalische Leitung: Fabrizio Ventura. Premiere: 28. April 2007, Hessisches Staatstheater Wiesbaden
- Richard Strauss Salome. Musikalische Leitung: Marc Piollet. Premiere: 27. April 2008, Hessisches Staatstheater Wiesbaden
- Kurt Weill / Bertolt Brecht Aufstieg und Fall der Stadt Mahagonny. Musikalische Leitung: Zsolt Hamar. Premiere: 27. April 2013, Hessisches Staatstheater Wiesbaden

## Regiearbeiten Schauspiel (Auswahl)
- Peter Weiss Die Verfolgung und Ermordung Jean Paul Marats dargestellt durch die Schauspielgruppe des Hospizes zu Charenton unter Anleitung des Herrn de Sade (Marat/Sade) und Bertolt Brecht Die Mutter, Landestheater Tübingen 1972
- Botho Strauß Der Park, Staatstheater Kassel 1987
- Hans Magnus Enzensberger Eine romantische Frau, Staatstheater Kassel 1990, Uraufführung
- Heinrich von Kleist Der zerbrochne Krug. Premiere: 3. Oktober 2002, Hessisches Staatstheater Wiesbaden
- William Shakespeare Ein Sommernachtstraum. Premiere: 11. Oktober 2003, Neuinszenierung 20. September 2013, Hessisches Staatstheater Wiesbaden
- Heinrich von Kleist Das Käthchen von Heilbronn. Premiere: 23. September 2005, Hessisches Staatstheater Wiesbaden
- Georg Büchner Woyzeck. Premiere: 23. November 2006, Hessisches Staatstheater Wiesbaden
- Bertolt Brecht Herr Puntila und sein Knecht Matti. Premiere: 29. November 2008, Hessisches Staatstheater Wiesbaden
- Ödön von Horváth Glaube Liebe Hoffnung. Premiere: 25. September 2009, Hessisches Staatstheater Wiesbaden
- Ödön von Horváth Geschichten aus dem Wiener Wald. Premiere: 29. Januar 2010, Hessisches Staatstheater Wiesbaden
- William Shakespeare Othello. Premiere: 17. September 2011, Hessisches Staatstheater Wiesbaden
- Henrik Ibsen Die Wildente. Premiere: 2. Februar 2013, Hessisches Staatstheater Wiesbaden

## Lehrtätigkeit
- Lehrauftrag für Regie am Institut für Angewandte Theaterwissenschaft Gießen (1986 bis 1987)
- Lehrauftrag für Regie an der Hochschule für Musik und Darstellende Kunst Frankfurt am Main (2003 bis 2005)
- Lehrauftrag am Institut für Theaterwissenschaft der Johannes Gutenberg-Universität Mainz

## Ämter und Auszeichnungen
Manfred Beilharz wurde von 2002 bis 2008 drei Mal hintereinander zum Präsidenten des weltweiten ITI (Internationales Theaterinstitut) gewählt. Von 1999 bis 2014 war er Präsident des deutschen Zentrums des ITI (Sitz: Berlin), dessen Ehrenmitglied er ist. Beilharz war bis 2007 Vorsitzender der Dramaturgischen Gesellschaft, deren Ehrenmitglied er heute ist. Seit 2004 ist er Jury-Mitglied des europäischen Theaterpreises Premio Europa. Er ist (Gründungs-)Mitglied der Europäischen Theaterkonvention Brüssel und Paris. Manfred Beilharz ist Mitglied der Deutschen Akademie der Darstellenden Künste (Sitz: Bensheim).
Im März 2007 wurde Beilharz für seine internationale Theaterarbeit mit dem Bundesverdienstkreuz am Bande ausgezeichnet.
2013 erhielt er den Stanisław-Ignacy-Witkiewicz-Preis in Warschau für seine Verdienste um die Verbreitung der polnischen Theaterkultur im Ausland.
2014 erhielt Beilharz die Ehrenplakette der Stadt Wiesbaden und den Hessischen Verdienstorden für die Beförderung der Theaterkultur. Im selben Jahr wurde Beilharz gemeinsam mit Tankred Dorst für die Konzeption der Biennale Neue Stücke aus Europa mit dem Brücke Berlin Initiativpreis ausgezeichnet. Ebenfalls 2014 erhielt er die Goethe-Plakette des Landes Hessen.

## Schriften
- Der Bühnenvertriebsvertrag als Beispiel eines urheberrechtlichen Wahrnehmungsvertrages. C.H. Beck, München 1970, ISBN 3-406-00319-2. (Dissertation)